# Halie Loren
Halie Loren (23 de octubre de 1984) es una cantante y compositora estadounidense. Su CD They Oughta Write a Song ganó el 2009 el premio Just Plain Folks de Mejor Álbum de Jazz Vocal y posteriormente en su distribución internacional fue aclamado, llegando al Núm. 2 en ventas de álbumes de jazz en Japón en 2010.  Su álbum siguiente, Heart First ganó el premio en la sección de álbum vocal de Jazz Audio Disc Awards 2011. Su  álbum, Sencillamente Amor, de 2013 fue publicado en Japón el 19 de junio de 2013, estuvo dos semanas en el Núm. 1 del Billboard Japan's Top Jazz Albums. Publicado en América del Norte el 10 de septiembre de 2013, estuvo 24 semanas en el JazzWeek airplay chart, llegando al Núm. 25.

## Biografía

### Primeros años
Su infancia transcurre en Alaska, donde hace su debut al actuar a la edad de 10 años en el Sitka Fine Arts Camp.  A los 13 años se traslada con su familia a Oregón.
En 2000, Loren ocupó el primer lugar en el Concurso de Austin de Compositores por tres de sus canciones en las categorías de Jazz, Country y Cantautores. En 17, Halie se trasladó a Nashville para conseguir experiencia en la industria. Estuvo un año actuando en Nashville antes de regresar al Noroeste para continuar su educación.
En 2005 y 2006,  ganó consecutivamente los primeros puestos en el Pacific Songwriting Competición, primero en la categoría Country para "What We're Fighting For" y el año siguiente para "A Tree Falls"  en la categoría Espiritual.

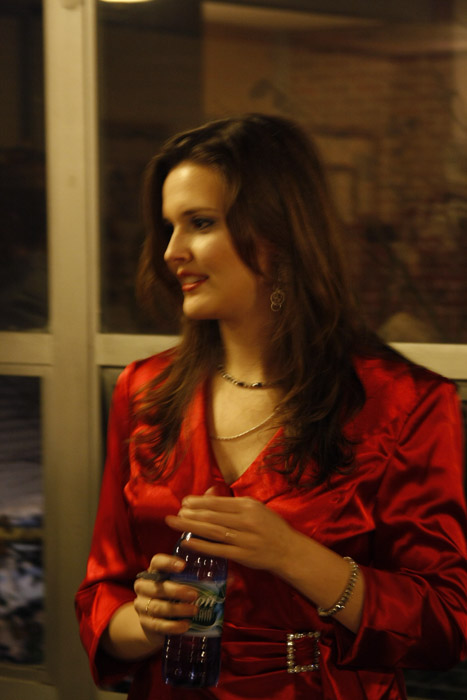
Halie Loren

### Carrera
Su primer álbum en solitario, Full Circle, fue publicado en el verano 2006 con todas las canciones originales de Loren menos una. El álbum presenta su piano como acompañamiento de sus interpretaciones vocales. El coproductor, James M. House de Squank Entertainment, también toca la guitarra y el bajo en el álbum.
En 2008 graba y publica dos álbumes,They Oughta Write a Song and Many Times, Many Ways: A Holiday Collection. El primero presentó tres canciones originales de Halie así como diez jazz estándares. La recepción crítica fue generalmente positiva.  "Con su timbre de voz claro, acariciante pero de dicción natural y un sutil sexiness en su entrega, ofrece una nueva — y quizás menos artificial — versión del clásico de Procol Harum "A Whiter Shade of Pale,"  escribió Serena Markstrom en The Register-Guard. Un vídeo de su interpretación en vivo de la canción fue visto más de 25,000 veces en Youtube hasta diciembre de 2012.
Many Times, Many Ways incluye nueve clásicos junto con dos composiciones originales del pianista/arreglista Matt Treder.
Stages, su primer CD en vivo, fue grabado en 2009 en dos conciertos en la Costa de Oregón y publicado en marzo de 2010. CD Baby lo seleccionó en octubre de 2010, escribiendo que "Su respeto por el pasado es innegable, mientras su pulsación de música moderna da a sus canciones una repercusión amplia, que llega más allá de los clubs de jazz." Wildy'sWord lo distinguió como el "Mejor álbum en vivo del año."
El siguiente álbum de Loren, After Dark, publicado en Japón el 22 de octubre de 2010, coincidiendo con el 6.º Festival anual de Jazz de Ginza, en el que fue una de las intérpretes presentadas. Fue publicado en los EE. UU. el 16 de noviembre de 2010 y era inmediatamente seleccionado como Wildy's World Certified Desert Island Disc: "Con una voz poderosa, parte Etta James y parte Sarah McLachlan, un toque sutil que le da un poso de vulnerabilidad y sensualidad diferente de cualquier otra artista actual de jazz o de música de pop y un talento para el fraseo destacado, Halie Loren logra un acierto completo . ... After Dark es uno de los mejores álbumes de jazz vocal de 2010." Wildy's también galardonó a Loren como Artista del Año 2010.
El quinto CD de jazz de Loren, Heart First, fue publicado el 14 de diciembre de 2011 en Japón y en América del Norte el 6 de marzo de 2012.
El crítico de JazzTimes Christopher Loudon, destacó sus "camaleónicas habilidades vocales."
"En Tiempo," una de las cuatro canciones originales de Heart First, fue inicialmente publicado como single digital a beneficio de la Cruz Roja japonesa a consecuencia del terremoto y tsunami de 2011 que devastó Japón. Fue más tarde remezclado para el álbum.
Loren actuó en un concierto con la Orquesta de Sinfónica de Corvallis-OSU y su banda de gira (Matt Treder, Mark Schneider, Brian West, y William Seiji Marsh) el 9 de marzo de 2012, presentando más de una docena arreglos nuevos del pianista Treder y el director Rob Birdwell.

## Discografía

### Álbumes de estudio
| Év   | Album                                    | Kiadás                   | Kiadó                            |
| ---- | ---------------------------------------- | ------------------------ | -------------------------------- |
| 2004 | The SGC Project                          | 2004                     | White Moon Productions           |
| 2006 | Full Circle                              | 1 de julio de 2006       | White Moon                       |
| 2008 | They Oughta Write a Song                 | 10 de diciembre de 2008  | White Moon / JVC Kenwood Victor  |
| 2008 | Many Times, Many Ways (with Matt Treder) | 7 de diciembre de 2008   | JVC Kenwood Victor               |
| 2009 | Stages                                   | 15 de marzo de 2009      | Justin Time                      |
| 2010 | After Dark                               | 16 de noviembre de 2010  | JVC Kenwood Victor               |
| 2012 | Heart First                              | 6 de marzo de 2012       | Justin Time / JVC Kenwood Victor |
| 2013 | Simply Love                              | 10 de septiembre de 2013 | Justin Time / JVC Kenwood Victor |
| 2015 | Butterfly Blue                           | 9 de junio de 2015       | Justin Time / JVC Kenwood Victor |
| 2016 | Live at Cotton Club                      | 17 de febrero de 2016    | JVC Kenwood Victor               |
| 2018 | From the Wild Sky                        | 2018                     |                                  |

### Álbumes vivos
| Año  | Álbum  | Publicación         | Sello                  |
| ---- | ------ | ------------------- | ---------------------- |
| 2009 | Stages | 15 de marzo de 2009 | White Moon Productions |